# Ludolf von Veltheim
Ludolf-Joachim von Veltheim (* 4. Dezember 1924; † 13. November 2007) war ein deutscher Landwirt und Sportfunktionär.

## Biografie
Ludolf von Veltheim entstammte dem Adelsgeschlecht von Veltheim. Er stammte aus der Familienlinie Destedt. Seine Eltern waren Ottonie von Alvensleben-Redekin (1882–1960), Tochter des Gutsbesitzers und Kammerherrn Anton von Alvensleben-Redekin und der Helene von Schwartzkoppen, und der Grundbesitzer Fritz von Veltheim-Destedt  (1881–1955). Seine Schulzeit verbrachte er an der Ritterakademie Brandenburg und am Katharineum Braunschweig. Er selbst war seit 1946 verheiratet mit Marie-Luise von Alvensleben-Redekin; aus der Ehe gingen drei Kinder hervor, zwei Töchter und ein Sohn.
Von 1970 bis 1996 war er Präsident des Reiterverbandes Hannover-Bremen und wurde 1996 dessen Ehrenpräsident. Ab 1972 war er Mitglied der Deutschen Reiterlichen Vereinigung, deren Präsidiumsmitglied von 1985 bis 1993, und Vorsitzender des DOKR-Ausschuss Springen im Deutschen Olympiade-Komitee für Reiterei (DOKR).
Während seiner Amtszeit im DOKR gewannen die deutschen Springreiter viermal Gold, einmal Silber und zweimal Bronze bei Olympischen Spielen, drei Gold- und zwei Silbermedaillen bei Weltmeisterschaften sowie siebenmal Gold, viermal Silber und fünfmal Bronze bei Europameisterschaften. Hinzu kamen 73 gewonnene Nationenpreise.
Er engagierte sich zudem in zahlreichen Ehrenämtern in Politik und Wirtschaft. Nach dem Beitritt 1950, als Ehrenritter, war er unter anderem von 1961 bis mindestens 1962, zu seinem Rücktrittsgesuch, laut Mitgliederliste der Balley Brandenburg tätig aber bis 1964 wohl neunter Kommendator (Komtur) der Sächsischen Provinzialgenossenschaft des Johanniterordens. Nach den schwierigen Nachkriegsjahren waren den Mitgliedern der östlichen Genossenschaften mit Krieg und Kriegsende, mit Enteignung durch die Bodenreform, die grundlegende Basis entzogen, und es entstanden zeitweise Fusionen mit westlichen Provinzialgenossenschaften, die nicht alle guthießen. Nachfolger als Kommendator wurde Werner Graf Bassewitz-Kläden. Schließlich blieben aber die Genossenschaften im Einzelnen bestehen, was im Nachhinein Veltheim recht gab. Der Bezug zur alten Kongregation war deswegen von enormer Bedeutung, denn schon sein Vater Fritz von Veltheim auf Destedt war Ehrenkommendator. Und Veltheims Tante Armgard von Veltheim-Destedt war die Ehefrau des Wilhelm Prinz von Preußen, fünf Jahrzehnte Herrenmeister des Johanniterordens.

## Ehrungen und Auszeichnungen
- Ehrenmitglied der Deutschen Reiterlichen Vereinigung (FN) (1993)
- Ehrenpräsident des Reiterverbandes Hannover-Bremen (1996)
- Verdienstkreuz am Bande des Verdienstordens der Bundesrepublik Deutschland
- Verdienstkreuz Erster Klasse des Niedersächsischen Verdienstordens